# Altenstadt an der Waldnaab
Altenstadt an der Waldnaab là một đô thị ở huyện Neustadt (Waldnaab) bang Bayern thuộc nước Đức.

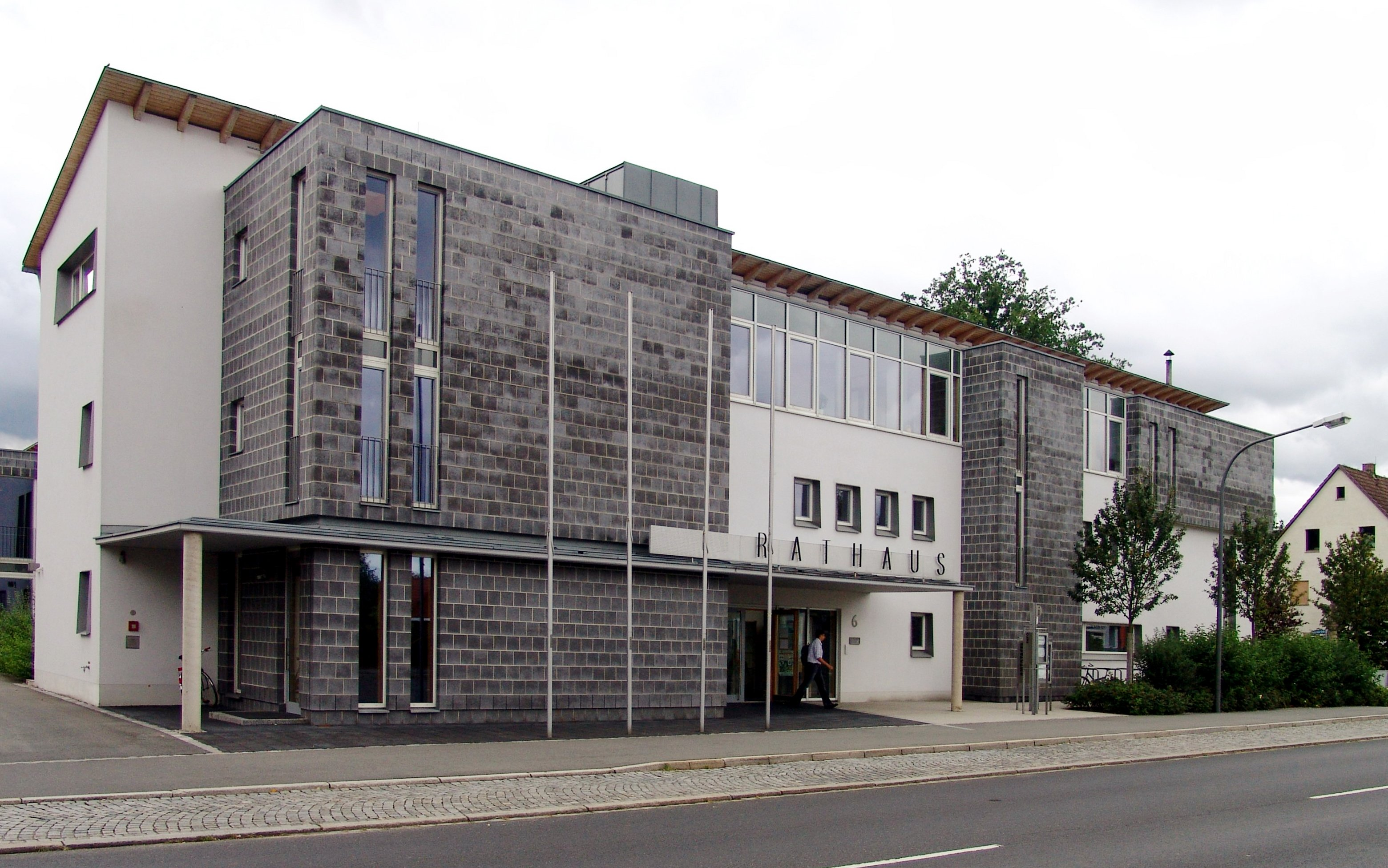
city hall of Altenstadt a.d.WN